# Funastrum elegans
Funastrum elegans är en oleanderväxtart som först beskrevs av Joseph Decaisne, och fick sitt nu gällande namn av Rudolf Schlechter. Funastrum elegans ingår i släktet Funastrum och familjen oleanderväxter. Inga underarter finns listade i Catalogue of Life.